# Мадалан
Мадала́н — станция (населённый пункт) в Сковородинском районе Амурской области России. Входит в сельское поселение Тахтамыгдинский сельсовет.

## География
Станция Мадалан расположена на Транссибе в 51 км к западу от районного центра, города Сковородино, и в 16 км от центра сельского поселения, села Тахтамыгда, на правом берегу реки Ольдой (приток Амура), ниже впадения в неё левого притока, реки Малый Ольдой. Автодорога Чита — Хабаровск проходит в 3 км южнее станции.
История: Ж.д.станция основана в 1909 г. при строительстве Западно-Амурского участка Транссибирской ж.д.магистрали. 
Топонимика: станция стоит на правом берегу реки Мадалан, правого притока р. Ольдой. Название эвенкийского происхождения от слова мадалан со значением «местечко в лесу»; др. вариант мадалан – «крутая извилина реки или меандр». В своем течении река неоднократно меандрирует, таким образом, очень извилистая.

## Население
| 2002 | 2010 | 2012 | 2013 | 2014 | 2015 | 2016 |
| ---- | ---- | ---- | ---- | ---- | ---- | ---- |
| 522  | ↘419 | ↘404 | ↘402 | ↘395 | ↘387 | ↘373 |
| 2017 | 2018 |      |      |      |      |      |
| ↘365 | ↗367 |      |      |      |      |      |

## Инфраструктура
- Станция Мадалан на Транссибе (Забайкальская железная дорога).